# Красный голод: Сталинская война в Украине
Красный голод: Сталинская война в Украине — это нон-фикшн книга Энн Эпплбаум 2017 года, посвящённая истории Голодомора.
Книга получила премию Лайонела Гелбера и премию Даффа Купера.
Она получила как положительные, так и критические отзывы.